# Jutty Ranx
Jutty Ranx ist ein US-amerikanisches Elektro-Dance-Musik-Duo.

## Hintergrund
Die beiden Mitglieder sind Justin Taylor, ein jamaikanischer und Jaakko Manninen, ein finnischer Sänger. Ihre Debüt-Single, I See You, wurde in den offiziellen italienischen Charts im Jahr 2013 gelistet, erreichte Platz 3 und war zehn Wochen lang platziert. Jutty Ranx erhielten eine Doppelplatin-Auszeichnung der italienischen Musikindustrie für den Verkauf von mehr als 100.000 Einheiten.

## Diskografie
Singles
- 2013: I See You